# بروده (شهرستان ژاری)
بروده (به لهستانی:  Brody) یک روستا در لهستان است که در گمینا بروده (استان لوبوسکی) واقع شده‌است. بروده ۱٬۰۷۰ نفر جمعیت دارد.

## خواهرخوانده
شهرهای فرست (لاوسیتز) و Lubsko خواهرخوانده‌های بروده (شهرستان ژاری) هستند.